# 영천 강호정
강호정(江湖亭)은 대한민국 경상북도 영천시 자양면 성곡리에 있는 정자 건축물이다. 1975년 8월 18일 경상북도의 유형문화재 제71호로 지정되었다.

## 개요
임진왜란 때의 의병대장 정세아가 학문을 연구하고 제자를 양성하기 위해 세운 누각이다. 선조 32년(1599)에 지은 후 여러 차례의 보수공사가 있었는데, 지금의 건물은 영천댐 건설공사로 인해 1977년에 현 위치로 옮겨 다시 지은 것이다.
정세아는 임진왜란 당시 영천·경주지방을 되찾는데 큰 공을 세웠으며, 전쟁이 끝난 뒤 국가에서 수여하는 모든 영예를 사양하고, 고향인 용산동에 이 정자를 지어 학문을 연구하고, 제자를 가르치는 일에 힘을 기울였다고 한다.
앞면 3칸·옆면 2칸 규모이며, 지붕 옆면이 사람 인(人)자 모양인 맞배지붕집이다. 양쪽에는 각 2칸의 방이 있고, 가운데 1칸이 마루로 꾸며져 있으며 화려한 난간을 설치하였다. 뒤에는 2채의 작은 부속건물이 있는데, 그 마당을 통해 정자로 오르게 되어있다.

## 갤러리

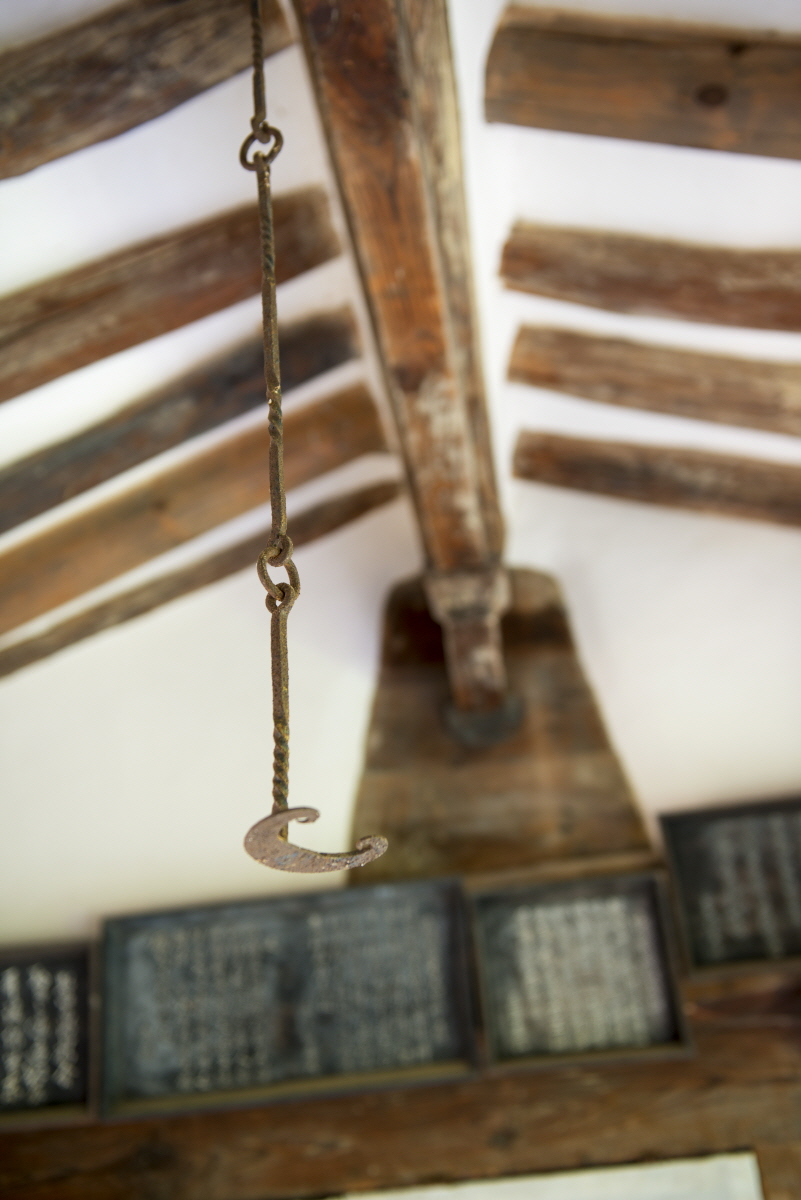
들쇠
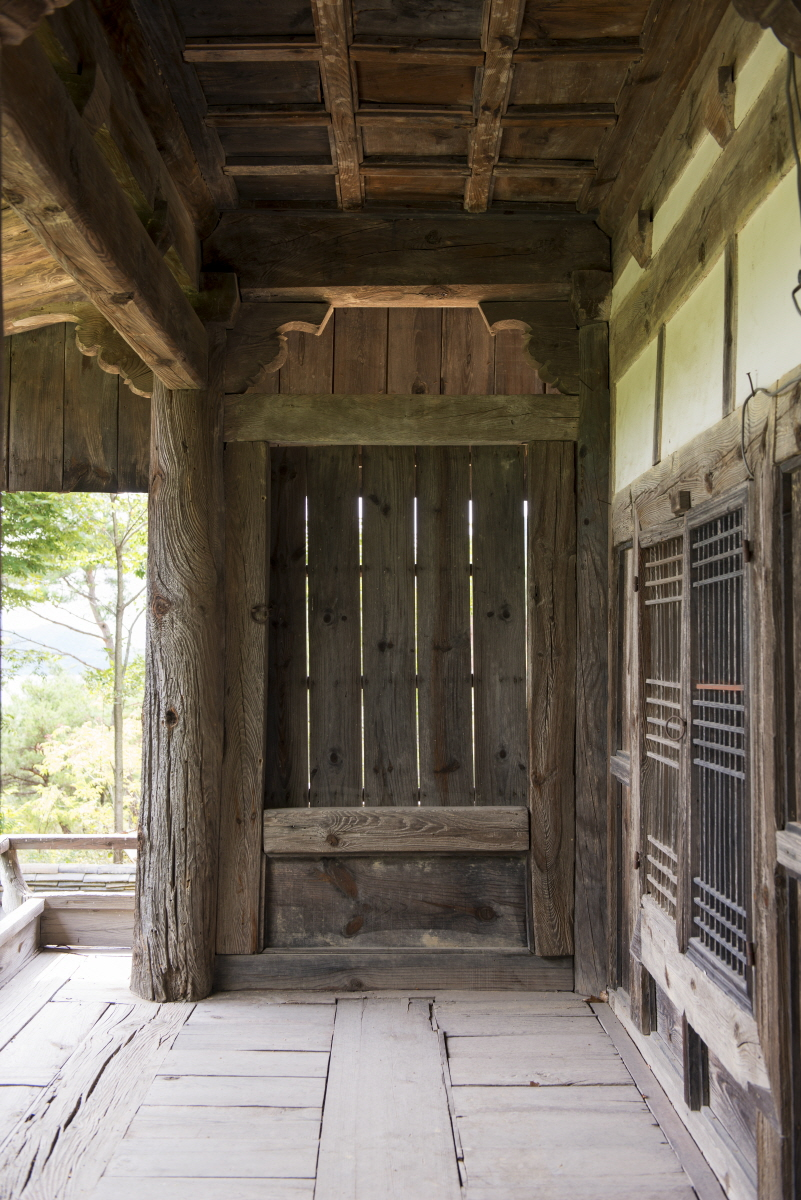
마루
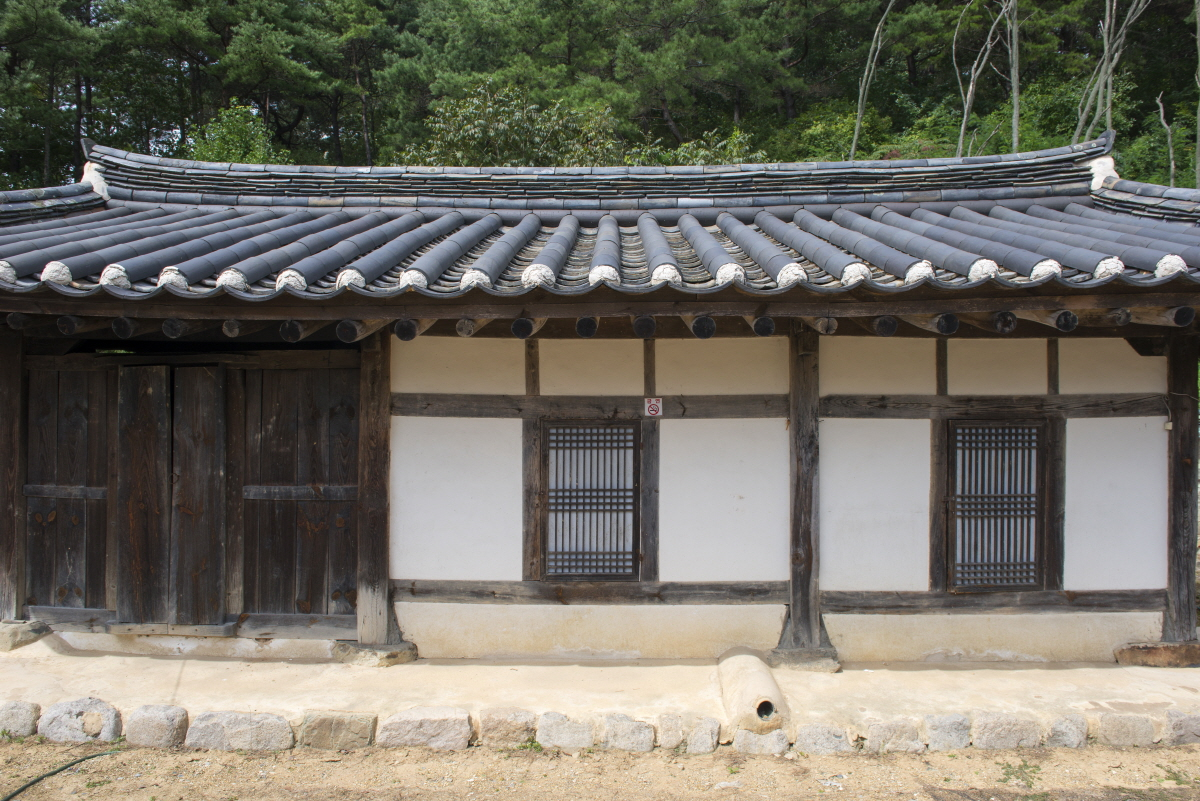
부속건물 정면
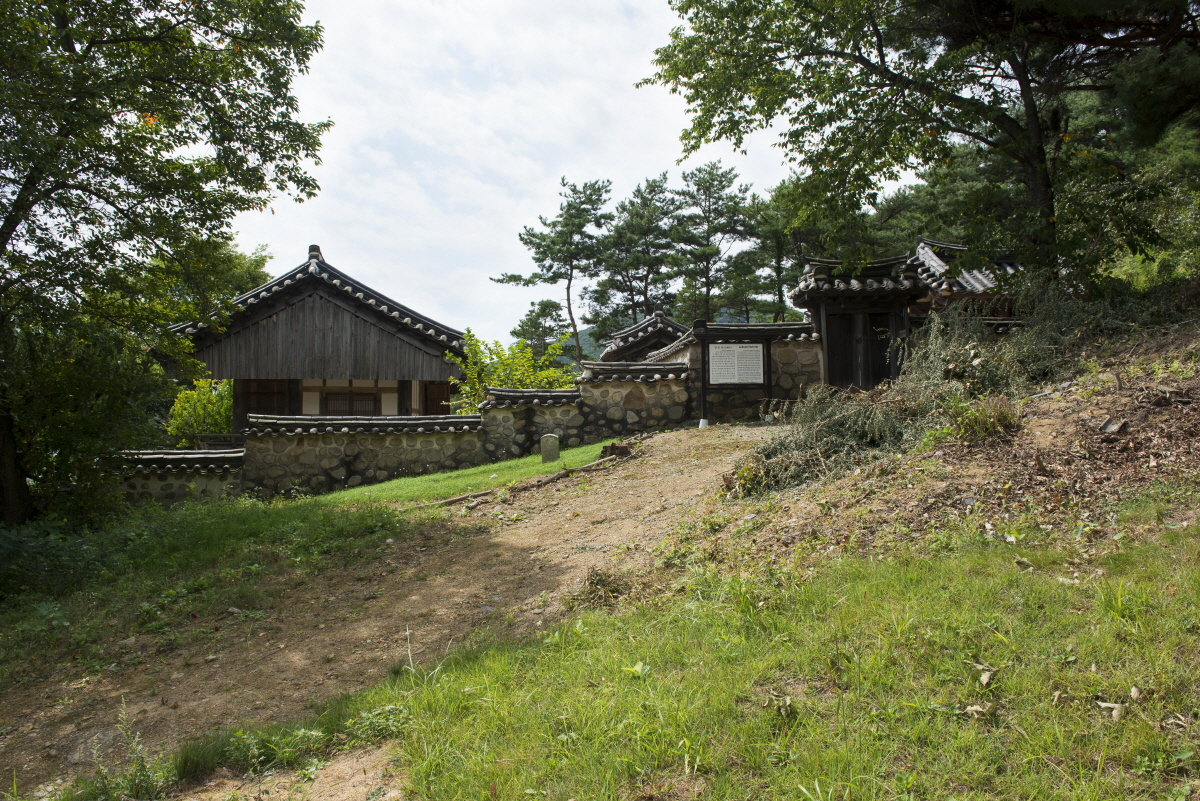
원경
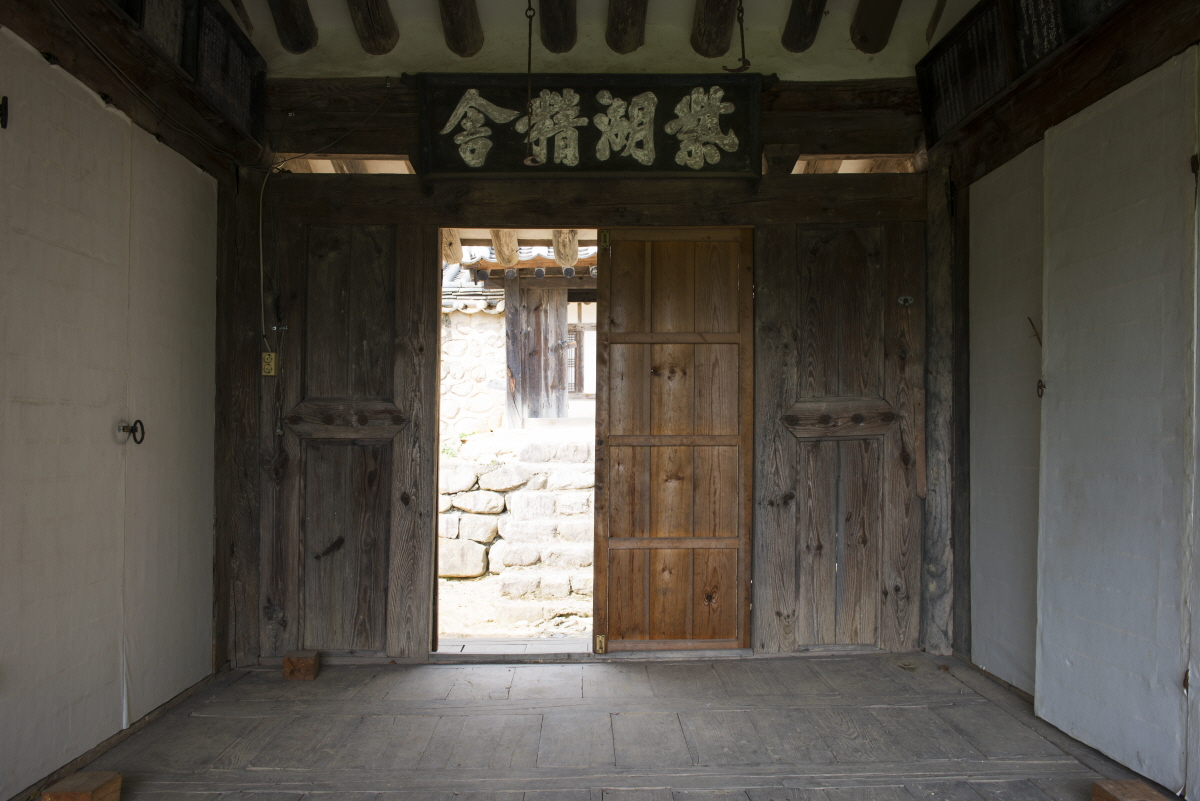
현판과 마루
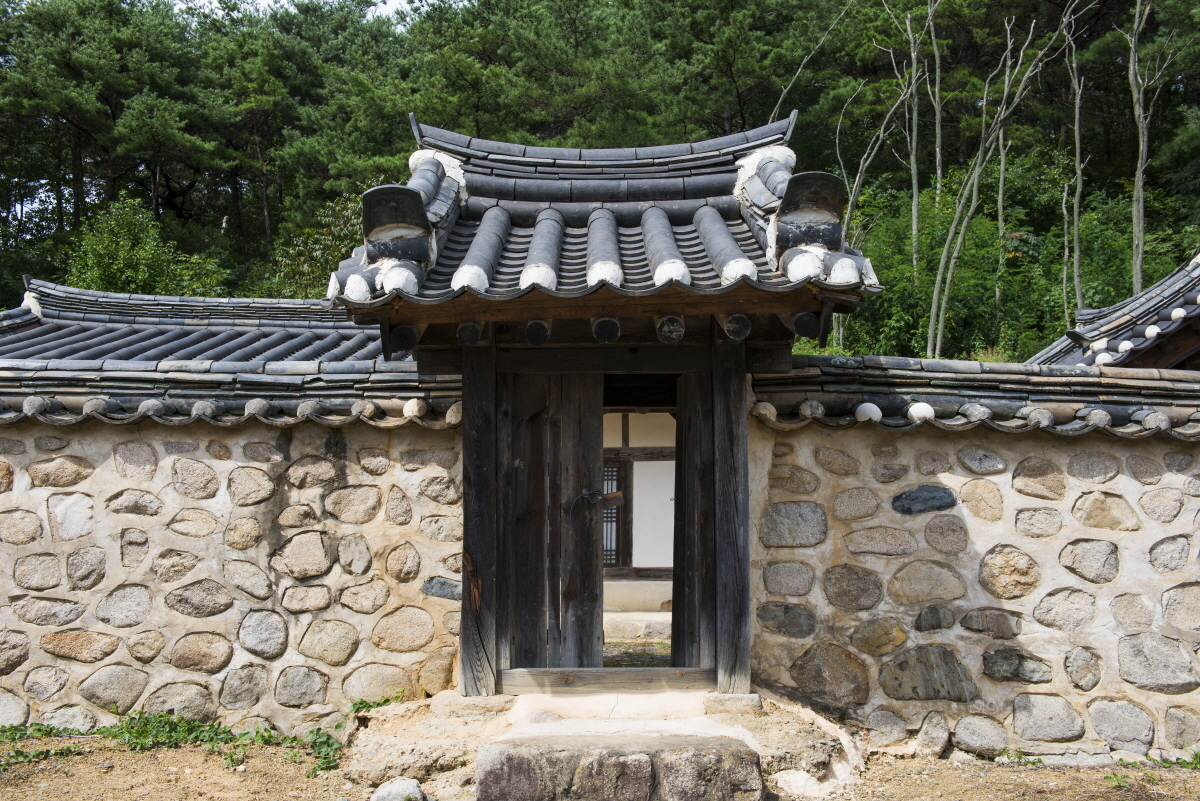
협문

## 참고 문헌
- 영천 강호정 - 국가유산청 국가유산포털